# Castillo de la Tallada (Ampurdán)
El castillo de la Tallada es un castillo que se encuentra emplazado en el punto de mayor altitud del casco antiguo del municipio de La Tallada d'Empordà, en la comarca del Ampurdán, provincia de Gerona, Cataluña, España. El castillo está en el origen de la propia existencia del pueblo construido posteriormente a su alrededor.

## Historia
El castillo de la Tallada ya aparece documentado el año 1071, y perteneció a los condes de Ampurias, pasando posteriormente a manos de la baronía de Verges a finales del siglo XIV y, desde 1587, quedó incorporado a las propiedades de la Corona de Aragón a través del bailía real de Verges.
En 1309 fue uno de los castillos que Ponce V de Ampurias entregó a su hijo Ponce VI (o Malgaulí) con motivo de su matrimonio en segundas nupcias con la princesa Isabel de Sicilia, quien era hija ilegítima de Federico II de Sicilia.
Cuando ya pertenecía a la baronía de Verges, en 1399 el conde Juan II de Ampurias lo vendió a su hermano Pedro por el precio de 11.000 sueldos. Pedro fue conde tan sólo durante cuarenta días, no siendo siquiera reconocido como tal por el rey Martín I de Aragón, el Humano, que anexionó el condado de Ampurias a los dominios reales en el año 1402.
Al fallecer Pedro sin descendencia, dejó el castillo a su esposa Juana de Rocabertí. En 1418 pasó a poder de su sobrino, el vizconde Dalmau. En 1454 lo heredó su hijo Martín Juan, primero de los Rocabertí y barón de Verges. En el año 1587 la baronía de Verges y el castillo de La Tallada fueron incorporados a los dominios de la Corona, como ya lo había sido el resto del condado de Ampurias en 1402.